# ゼルダ無双 厄災の黙示録
『ゼルダ無双 厄災の黙示録』（ゼルダむそう やくさいのもくしろく、英題:Hyrule Warriors Age of Calamity）は、コーエーテクモゲームスより2020年11月20日に発売されたNintendo Switch用アクションゲーム。

## 概要
2014年に発売された『ゼルダ無双』に続く無双シリーズとのコラボレーション作品で、2017年に発売された『ゼルダの伝説 ブレス オブ ザ ワイルド』の100年前を描いた作品。キャラクタービジュアルやグラフィックは『ブレス オブ ザ ワイルド』の世界観を忠実に再現したものになっている。
ストーリーは『ブレス オブ ザ ワイルド』内で断片的に描かれていた100年前に起こった「大厄災」をベースに、一部異なる展開が示唆されている。
発売初週で世界累計出荷数が300万本を突破し、無双シリーズでの最高売上記録を達成した。

## システム

### 戦闘要素
シーカーストーン
『ブレス オブ ザ ワイルド』にも登場したシーカー族が生み出した古代の端末アイテム。未来から来たガーディアンによって『ブレス オブ ザ ワイルド』よりも機能が強化されている。拠点のボスモンスターなどが使う一部の攻撃はそれに対応したシーカーアイテムを使うと一時行動不能にし、ウィークポイントゲージを表示させることができる。再使用までのリキャスト時間は全アイテムで共有している。
リモコンバクダン
相手に爆弾をぶつけその爆風でダメージを与える。敵の行動に関係無く強制的にウィークポイントゲージを削る効果もある。ガードを固めた敵に有効。キャラクターごとにアクションが異なる。
アイスメーカー
氷のブロックを出現させる。突進してくる敵に有効。『ブレス オブ ザ ワイルド』と違い水がない場所でもブロックを出現させることができ、水辺だと敵を凍結させることができる。
マグネキャッチ
強力な磁力で周囲にある金属を自由に操れる。敵が投げつけてきた金属製の武器を受け止め跳ね返すことができる。また、マップ内にある金属ブロックを敵にぶつけることもできる。
ビタロック
相手の動きを一定時間止めその間に与えた衝撃で大ダメージを与えられる。ウィークポイントゲージを出したタイミングで使うと、ゲージを削る時間が増やせる。回転しながら攻撃してくる敵に有効。『ブレス オブ ザ ワイルド』と違い一度に複数の敵の動きを止めることができる。
シーカーセンサー
マップ選択画面で使用でき、ハイラルチャレンジ上やアイテム画面上で登録した素材が手に入るマップを表示することができる。

携帯アイテム
回復に用いるリンゴと属性攻撃のロッドに分けられる。リンゴは各マップ内にある木箱を壊すと出現することがある。ロッドは各種ウィズローブを初めて倒した際のドロップ品を回収すると解放される。
ロッドは一定範囲内に魔法弾を落とし、ボスモンスターなら一時行動不能にし、ウィークポイントゲージを表示させることができる。属性に対応したロッドを使うと、ゲージが削りやすくなる。ファイアロッドは草地なら炎上する範囲が広がる、アイスロッドは敵を凍結させる、エレキロッドは水辺や金属ブロックに当てると周囲の敵を帯電させる。ウィズローブなど属性を持った魔物を倒すと各ロッドのエネルギーを落とす。
マップをクリアしても回復せず、残存数は次のバトルに持ち越される。
ウィークポイント
前作『ゼルダ無双』にもあった拠点のボスやボスモンスターにある体力ゲージとは別に存在する六角形のゲージ。いくつかの条件下で出現し、全て削ると強力なスマッシュ攻撃を発動させることが可能となる。
前作同様敵の一部の攻撃の直後のほか、敵の攻撃をギリギリで回避すると発動するラッシュ攻撃時や、特定のタイミングで使用したシーカーアイテムやロッドの攻撃などでもゲージが表示され、前作よりもプレイヤー側がより能動的に出現させることができるようになっている。
料理
出撃前に料理を食べることでそのバトル中、移動力や攻撃力アップ、ハートの最大数増加など様々な能力を強化することができる。『ブレス オブ ザ ワイルド』と違い素材を自由に組み合わせることはできず、ハイラルチャレンジで獲得したレシピがないと料理を作れない。一度に食べられる料理は最初は1品のみだが、攻略するにつれて最大3品まで増える。
神獣
一部のマップでは「神獣戦」というものが存在し、古代シーカー族が生み出した4体の「神獣」を操作することができる。FPSに近い形式で、神獣を移動させつつ敵を攻撃していく。
攻撃手段は神獣ごとに異なっている。必殺技では『ブレス オブ ザ ワイルド』においてガノンに対し使用していた大出力のビームを発射し、広範囲の敵を一掃できる。

### クエスト・収集要素
ハイラルマップ
ステージ選択画面。ハイラル全土の地図上にメインストーリーである「バトル」やサブクエストの「ハイラルチャレンジ」、店や訓練場等の各種施設などがアイコンで表示され、任意に選択できる。『ブレス オブ ザ ワイルド』と同様に各地方に区分けされている。
ハイラルチャレンジ / バトルチャレンジ
ストーリーを進めていくと表示されるサブクエスト。
ハイラルチャレンジは各地の人々の悩みや問題を解決するというもので、指定された素材を提供すると対応するキャラクターのハートやコンボの追加、新たな施設などが解放される。また、クリアするごとに各地方への貢献度が上昇していき、一定ごとにアイテムがもらえる。
バトルチャレンジは未来から来たガーディアンの力で行くことができる異空の戦場というところを舞台にした戦闘クエストで、キャラ制限や時間制限など様々な条件の下でクリアを目指す。

武器の強化
各マップで手に入れた武器は鍛冶ギルドで強化することができる。ベースとする武器に素材とする武器を合成することでレベルが上昇し攻撃力が上がる。武器には「刻印」と呼ばれる特殊効果を持った武器があり、刻印持ちの武器を合成するとその刻印を移植できる。また鍛冶ギルドではレベルが最大になった武器の秘められた力を解放する「マックス鍛冶」、刻印を消去できる「刻印消去」、錆びた武器を使えるようにする「錆び取り」も行える。
コログ
マップ内のあちこちに隠れているコログを見つけると「コログのミ」を入手できる。コログのミは武器の所持数増加などに使用する。コログは主にメインストーリーのマップ内に隠れているが、一部のバトルチャレンジのマップにも隠れている。

## 登場人物

### プレイアブルキャラクター
仲間になる順番に記載。
リンク
声 - 高梨謙吾
武器：片手剣、両手剣、槍、フレイル（DLC）
ハイラル王家に仕える青年。騎士の家系出身。高い身体能力と剣術の才能に恵まれながら、常に鍛錬を怠らない努力家でもある。
ストーリー開始当初は一兵士だったが、魔物を撃退した腕をハイラル王に評価され、ハイラル平原に出現したシーカータワーの警護とゼルダの護衛役を任される。その後コログの森にてマスターソードを引き抜き厄災ガノンを信奉するアストルを撃退し、晴れて英傑の一人である退魔の騎士となる。その後もゼルダを傍で支え厄災ガノン討伐に協力する。終盤では神獣内部で苦戦する四英傑たちの救援に向かい、共にカースガノンを打ち倒した。厄災ガノンとの決戦では仲間たちと共に戦い抜き、マスターソードの一撃でガノンを一刀両断にしてゼルダに勝機をもたらした。
インパ
声 - 藤田茜
武器：小太刀
ハイラル城の執政補佐官を務めるシーカー族の女性。ゼルダからの信頼は厚く、真面目で勤勉だが、やや抜けているところもある。外見は『ブレス オブ ザ ワイルド』に登場する孫のパーヤと瓜二つ。リンクと共にゼルダを補佐する。
ゼルダ
声 - 嶋村侑
武器：シーカーストーン、光の弓矢、マスターバイク（DLC）
ハイラル王国の姫。世界に点在する古代遺跡の調査を行っている。封印の力を目覚めさせる為、日々過酷な修行に打ち込み続けている。
厄災復活後の世界からやって来たガーディアンからのメッセージを受け取り、ハイラル王国を守るため奔走する。しかし、復活が間近に迫るも封印の力は一向に覚醒せず、自分がリンク達と比べて何も役に立っていないのではないかと焦りを募らせる。自身の17歳の誕生日に厄災ガノンが復活し、リンクやインパに連れられ辛くもハイラル城から脱出。神獣内に閉じ込められた英傑達を救援すると、各地で魔物の軍勢相手に奮戦する人々の救援に向かい、ハテノ砦での戦いでリンクの危機を前についに封印の力が覚醒。さらに敵対していたイーガ団を味方に加え、始まりの台地でハイラル王と再会を果たす。ハイラル城での決戦では各地から集った人々を率い厄災ガノンとの決戦に挑み、リンクやテラコの助力により厄災ガノンを封印する。
ミファー
声 - 一色まゆ
武器：槍
ゾーラ族の姫。神獣「ヴァ・ルッタ」の繰り手。リンクとは彼が幼い頃からの友人。
当初は周りから繰り手となる事を止められていたものの厄災の影響で暴れ出した魔物をリンク達と止めたことで許しを得る。厄災ガノンが復活した際には神獣内に突如現れた水のカースガノンと交戦し追い詰められるも、未来からやってきたシドによって救われる。
ダルケル
声 - 武田幸史
武器：岩砕き
ゴロン族の豪傑。神獣「ヴァ・ルーダニア」の繰り手。故郷を愛するおおらかな戦士。
厄災の繰り手と選ばれた際には快く引き受け、神獣の元まで行くのに共に戦ったリンク達を認め、リンクを自分の相棒とする。厄災ガノンが復活すると、神獣内に侵入した炎のカースガノンと交戦する。追い詰められるも未来から来たユン坊によって救われる。
リーバル
声 - 山口登
武器：弓
リト族の戦士。神獣「ヴァ・メドー」の繰り手。プライドは高いが、それに見合った実力の持ち主。
当初はリンク達が来る前に憑依ガノン達の襲撃を受けたため、良く似たガーディアンを連れたリンク達と敵対する。そしてリンクと互角の戦いを繰り広げるもゼルダによって制止され、話を聞くと繰り手を引き受ける。厄災ガノン復活時は風のカースガノンの襲撃を受け、羽を貫かれ追い詰められるも未来から来たテバに救われる。
ウルボザ
声 - 下田レイ
武器：ナイフ
ゲルド族の族長。神獣「ヴァ・ナボリス」の繰り手。亡きハイラル王妃とは親友同士の間柄だった。
里から少し離れた隙にコーガ様になりすまされるも、急いで駆けつけ間一髪でゼルダ達を助ける。そして昔からの知り合いであるゼルダの頼みを快く引き受け神獣の繰り手となる。厄災ガノンの復活と同時に神獣内へと侵入した雷のカースガノンと交戦し追い詰められるが未来から来たルージュによって助けられる。
ボックリン
声 - 日野未歩
武器：マラカス
コログ族の音楽家。中にコログのミが入ったマラカスを愛用している。迷いの森を攻略中のみストーリーに登場する。以後も仲間として連れて行けるが、ストーリーには登場しない。
大妖精
武器：腕輪
ハイラル各地に点在する泉に住む四姉妹の妖精。名前はテーラ、シーザ、ミジャー、クチューラ。ダッシュ移動など特定の行動のたびに姉妹が入れ代わり、一部のアクションが変化する。ストーリーには登場せず、特定のバトルチャレンジをクリアするとプレイアブル化する。
導師 ミィズ・キョシア
武器：環
女神ハイリアの啓示を享けた1万年前のシーカー族の導師。古代遺物を呼び出し、自在に操ることができる。ストーリーには登場せず、特定のバトルチャレンジをクリアするとプレイアブル化する。性別の概念は無いようで女性限定バトル「ミスヴァーイ決定戦」に参加が可能。
シド
声 - 大西弘祐
武器：槍（二槍流）
未来から来たゾーラ族の王子でミファーの弟。テラコの力によって未来から呼び寄せられた。明るく前向きな性格で王族としての責任感も強い。ミファーと再会できたことを嬉しく思う反面、自分のいる時代ではもう会えないことをより痛感してしまっている。
ユン坊
声 - 小堀幸
武器：ロース岩（徒手空拳）
未来から来たゴロン族の若者でダルケルの子孫。テラコの力によって未来から呼び寄せられた。元々は臆病な性格だったがリンクとの共闘で勇気を身につけた。
テバ
声 - 増元拓也
武器：弓
未来から来たリト族の戦士。テラコの力によって未来から呼び寄せられた。飛ぶことに関しては右に出る者はいないと称される。生粋の戦士気質で無鉄砲で喧嘩っ早い一面もあるが、根は素直で悪気があるわけではない。他の3人とは違い英傑の子孫ではないがリーバルに強い憧れを持つ。
ルージュ
声 - 櫻庭有紗
武器：手綱
未来から来たゲルド族の族長でウルボザの子孫。テラコの力によって未来から呼び寄せられた。まだ幼い少女だが、愛スナザラシのパトリシアちゃんに乗りながら戦う。幼い自分が族長になったことに不安とコンプレックスを抱いており、ウルボザの前ではたびたびそれを口にする。
盾を装備しているため、リンクやウルボザと同様にガードジャストが可能。
コーガ様
声 - 宮崎敦吉
武器：首刈り刀
イーガ団の総長。戦いは部下に任せることが多く自身は寝てばかりだが、団員達には慕われている。
厄災ガノン復活のため暗躍し、ゲルドの街ではウルボザの不在をつき彼女に変装してゼルダ達を始末しようとするも失敗。その後アストルが部下を厄災ガノンへの生贄にしたことで手を切り、部下の仇を取るためゼルダに協力する。直後の戦いではゼルダの頼みで構成員を援護に回し、孤軍奮闘するハイラル王を救出するという結果をもたらす。始めは仇討ち目的で協力していたが、ゼルダの人柄を知り、更にゼルダとハイラル王の再会に涙したことで王家への恨みは氷解したようである。
ハイラル王（ローム・ボスフォレームス・ハイラル）
声 - 中博史
武器：両手剣
ハイラル王国の国王でゼルダの父親。復活が迫る厄災ガノンに対抗するため軍の指揮を執る。
復活が迫る厄災ガノンへの焦燥からゼルダに厳しく当たることが多かったが、心底ではゼルダを気遣っていた。厄災ガノンが復活しハイラル城が魔物に襲われるとゼルダをリンクに託しガーディアンの相手を引き受ける。この時戦死したと思われていたが、以前ゼルダから預かっていた古代遺物によってガーディアンの攻撃から免れていた。その後は生き残った兵士を連れ始まりの台地へと逃れ抵抗戦を続けていた。救援に駆けつけたゼルダと再会し、それまで古代遺物の研究を軽視していた自分の非を謝罪すると、厄災ガノン討伐に参戦する。
テラコ
武器：古代のパーツ（守護者のネジ・バネ・歯車）
本作オリジナルキャラクター。厄災ガノンの復活直後の世界からゼルダを救うため時を遡ってきた白い小型のガーディアン。
シーカーストーンを含めた古代遺物の力を増幅させる機能を持つ。ハイラル城のゼルダの部屋に保管されていたが、ゼルダの女神の力の覚醒に合わせて起動し過去の世界に飛び立つ。ゼルダに自分が未来から来た存在であることを伝えると厄災ガノン復活阻止のため協力する。
元は幼少期のゼルダが古代遺物の設計図を基に造ったガーディアン。テラコという名は彼女につけられた名。しかし、ゼルダの母であるハイラル王妃が亡くなった後、すでに厄災ガノンの復活が予言されていたことからハイラル王によってゼルダから離され研究室に保管されていた。
厄災ガノンが復活しハイラル城が落城した後、神獣内に閉じ込められた英傑たちを救うため未来から助っ人を呼び寄せる。ハイラル城での決戦では、厄災ガノンの怨念に支配されてしまい、リンク達によって行動不能にさせられる。それでも、ゼルダの力に呼応して再び動き出し、厄災ガノンに特攻。ガノンの光線によって破壊されてしまうが爆発によってバリアを破壊し、ゼルダたちを救った。厄災ガノンが封印されると最後の力で4人の助っ人を未来に帰した。
ストーリークリア後に発生するハイラルチャレンジをクリアすると修復され、真のエンディングが流れた後に使用可能になる。
厄災ガノン
武器：古代のパーツ（呪われた骨片、呪怨の背骨、滅びの心臓）
本作のラストボス。長きにわたりハイラルを脅かし続けている憎悪と怨念の権化。
オープニングにて過去へと遡ったテラコを追い、一部の怨念も過去へと遡り未起動だったこの時代のテラコに取りつき黒いガーディアン「憑依ガノン」となる。アストルに接触し彼を自身の信奉者とし完全な復活を果たすため暗躍。アストルを動かしてイーガ団たちを生贄にすることで本来の歴史より早い段階で復活を果たす。ハイラル城での決戦では憑依ガノンを介してアストルの力を吸収し、巨大な魔人のような姿に変貌する。しかしテラコとリンクの活躍によって倒され、最後はゼルダによって再封印されハイラルから姿を消した。
ストーリークリア後に発生する特定のバトルチャレンジをクリアすると使用可能になる。

#### 追加プレイアブルキャラクター
エキスパンション・パス購入後に追加される新要素で使用可能となるキャラクター。
古代の鼓動
歴戦のガーディアン
武器：古代のパーツ（歴戦のネジ・バネ・歯車）
DLC第一弾「古代の鼓動」。忘れ去られた神殿に存在するガーディアンの特殊個体。全身に苔が生えており、かつ武器が刺さったままという傷だらけの状態だが、遥か昔から戦い続けており、通常のガーディアンとは別格の強さを誇る。
追憶の守護者
プルア＆ロベリー
武器：シーカーアーム
二人組のシーカー族の古代遺物研究者。戦闘は主にロベリーが行い、プルアは装備のギミック起動などでサポートを行う。
プルア
声 - 渋谷彩乃
インパの姉で古代遺物研究の第一人者。頭脳明晰だが、研究に熱中して周囲を振り回すこともある。口癖は「チェッキー」。
テラコによって出現したシーカータワーを分析し、索敵機能やワープ機能を強化しゼルダ達の活動を支援。厄災ガノン復活後はハテノ砦に逃れ、ガーディアンの機能を一時封じる装置を使いゼルダ達を救援した。
ロベリー
声 - 松田健一郎
ガーディアン研究の第一人者。ロックな反骨精神を持つが、同僚のプルアには振り回されがち。また、言葉の節々に英語が混ざっている。
未来から来たテラコの中にあるウツシエの分析を担当する。厄災ガノン復活後はアッカレ砦に逃れ、兵士たちを鼓舞しながら奮闘しリンク達の救援まで持ちこたえて見せた。
スッパ
声 - 竹内良太
武器：二刀
本作オリジナルキャラクター。イーガ団の筆頭幹部。忠義に篤い武人気質で、怠けていることが多いコーガ様に代わり部下を仕切ることが多い。
度々リンク達の前に立ちはだかるも、イーガ団を不当に扱われることに徐々にアストルへの不満を募らせていく。アストルが部下を手にかけたことで手を切りコーガ様を逃がすため、4体のカースガノンに一人で立ち向かった。

### サブキャラクター
アストル
本作オリジナルキャラクター。厄災ガノンの信奉者。元はとある小さな村に住む占い師。
憑依ガノンと接触したことでその力に魅入られる。イーガ団を利用し、厄災ガノンによってハイラル王国が滅亡する未来を再現するため暗躍する。コログの森では英傑の幻影を差し向けるも、マスターソードを引き抜いたリンクに敗れ撤退する。ハイラル城での決戦にてリンク達に敗れ厄災ガノンに吸収された。
ドレファン
ゾーラ族の王。ミファーとシドの父親。
厄災ガノン討伐に協力して欲しいというゼルダからの要請に対し、ミファーを危険にさらしたくないと始めは拒んだが、彼女が神獣を見事に操った姿を目の当たりにしたことで考えを改め、ゼルダからの要請を受け入れた。
デクの樹
声 - 野中秀哲
大森林の中心にいる巨大な樹の精霊。封印の力が目覚めないことに焦るゼルダに対し、その時は必ず来ると助言した。

### モンスター
登場するモンスターは『ブレス オブ ザ ワイルド』のものとその派生種となっており、本作完全オリジナル種はボスキャラクター数種のみである。
モンスターを倒すとそれぞれに関連した素材アイテムと討伐の証が手に入る。いずれもハイラルチャレンジのクリアに必要となる。
通常モンスターのうち、ボコブリンとリザルフォスに関しては、拠点ボスを務めている個体に限り強敵という扱いでウィークポイントゲージを有する。
ボコブリン
二足歩行の豚型の魔物。棍棒・槍・弓を使い、一斉に棍棒を投げつけたりしてくる。
リザルフォス
トカゲ型の魔物。独自に加工した武器を使い、遠距離からは水を吐いて攻撃してくる。派生種で火吹き・霜吐き・シビレが登場する。
チュチュ
スライム状の魔物。派生種でファイア・アイス・エレキが登場する。属性を持った個体を倒すと爆発し周囲を巻き込む。DLCでは大型の個体がボスモンスターとして登場する。
キース
コウモリ型の魔物。群れで襲い掛かってくる。派生種でファイア・アイス・エレキが登場する。
オクタ
タコ型の魔物。主に背景に隠れており時折飛び出して岩を吐いてくる。
イシロック
小さな石の魔物。一斉に転がってくる。

#### ボスモンスター
ウィークポイントゲージを持つ強敵。フィールド上にいるもののほか、拠点のボスを務めている個体もおり、クエスト進行の条件となっている場合も多い。また、これらのモンスターは神獣戦においてもこちらにダメージを与える攻撃を行ってくる。
注目すると『ブレス オブ ザ ワイルド』で大型モンスターやボスと戦っている時のように、画面上にモンスター名と体力ゲージが表示される。
『ブレス オブ ザ ワイルド』にはいなかった本作オリジナルである炎・氷・雷の属性を持ったものや、厄災ガノンの怨念によって強化された「怨念の○○」という名のモンスターも登場する。
ガーディアン
シーカー族が対ガノン用に製造したロボット兵器。歩行、小型、飛行、砲台の4タイプが登場。レーザーはリンク（片手剣）やウルボザなど盾を持ったキャラクターは跳ね返すことができる。脚部を破壊すると機動力が落ちる。
モリブリン
ボコブリンよりも大柄な豚の魔物。多少の攻撃ではひるまない耐久力を持つ。DLCでは爆弾樽を背負った個体やオクタ風船で浮遊している個体が登場する。
ウィズローブ
魔法使いのような魔物。空中を歩きながら移動し魔法弾を撃ってくる。ファイア・アイス・エレキの3種が登場する。倒すとロッドのエネルギーを落とす。DLCでは耐久力が高いメテオ・フリーズ・ボルトが登場する。
ライネル
半人半馬の魔物。派生種で青髭・白髪が登場する。高い機動力を持ち、大剣や弓、口から吐く炎など多彩な攻撃をしてくる。
イワロック
巨大な岩型の魔物。派生種でマグロック、ガチロックが登場する。弱点は頭頂部の岩。
ヒノックス
一つ目の巨大な魔物。派生種で青・黒・スタルが登場する。巨体を生かしたボディプレスや丸太を振り回したりする。目が弱点。
モルドラジーク
砂漠地帯に出現するクジラのような魔物。砂の中にいることが多いが、獲物を狙い飛び出してくる。
カースガノン
厄災ガノンの化身。水・炎・風・雷の4タイプが登場。『ブレス オブ ザ ワイルド』とは一部の武装が異なっている。
憑依ガノン
テラコを追い過去へと遡った厄災ガノンの怨念の一部がこの時代の未起動のテラコに取りついた姿。テラコと違い黒いボディで、戦闘時には手足が長く伸びた禍々しい姿になる。
変異ガノン
DLC『追憶の守護者』に登場。憑依ガノンがさらに変異した姿。より大型化し、両腕にはガーディアンの武器を持っている。

## エキスパンション・パス
2021年5月28日より配信されたの追加コンテンツのダウンロードが可能になる有料DLCでいわゆるシーズンパス。購入特典として、リンクの武器と衣装がそれぞれ1つ追加される。

### 第1弾 古代の鼓動
2021年6月18日に配信。
- 王立古代研究所

ストーリーの序盤から利用できる新たな施設が追加。研究所チャレンジを達成することで様々な要素が解放されていく。
- 新プレイアブルキャラクター

「歴戦のガーディアン」が追加。
- 新たな武器タイプ

フレイル（リンク）、マスターバイク（ゼルダ）が追加。
- 新たな魔物

新たなバトルチャレンジが追加。巨大なチュチュや、バクダン樽を使用するモリブリン等、強力な武器を使用する新たな魔物も出現する。
- 高難易度

ベリーハードよりもさらに難しい新たな難易度「アポカリプス」が追加。

### 第2弾 追憶の守護者
2021年10月29日に配信。
メインストーリーを補完する新たなストーリーが追加。これに伴い、新たなステージを舞台にしたバトルも追加された。
追加ストーリーを進めることで使用できるプレイアブルキャラクターが2人追加された。
既存キャラクターの新アクションが追加されるハイラルチャレンジが追加された。